# Moskva-traktaten
|  | For traktaten om afslutningen af krigen mellem Finland og Sovjetunionen i 1940, se Fredstraktaten i Moskva |
Moskva-traktaten (tyrkisk: Moskova Antlaşması, russisk: Московский договор) var en traktat indgået mellem den tyrkiske Ankararegering under Kemal Atatürks lederskab og Russiske SFSR under Vladimir Lenins lederskab. Traktaten blev underskrevet den 16. marts 1921. På tidspunktet for indgåelsen af traktaten var hverken Republikken Tyrkiet eller Sovjetunionen dannet, og den internationalt anerkendte tyrkiske regering var den osmanniske regering under sultan Mehmed 6., der ikke var part i traktaten. Sultanens regering havde underskrevet Sèvres-traktaten, som den tyrkiske nationalbevægelse under Atatürk havde afvist.

## Baggrund
Det Russiske Kejserrige og Osmannerriget havde i århundreder kæmpet mod hinanden under De russisk-tyrkiske krige om bl.a. kontrollen over Balkan, Sortehavet og Kaukasus. Senest havde de to riger været i krig under 1. verdenskrig, hvorunder parterne bl.a. havde kæmpet i Kaukasus. Ved afslutningen af 1. verdenskrig blev dele af Osmannerriget besat af Ententemagterne med bl.a. Storbritannien i spidsen, en besættelse som Kemal Atatürks nationalistbevægelse kæmpede imod, ligesom der samtidig pågik en intern magtkamp indenfor Tyrkiet/Osmannerriget. Samtidig var Rusland efter Brest-Litovsk-freden blevet kastet ud i en borgerkrig, hvor bl.a. Storbritannien havde interveneret mod den russiske bolsjevik-regering. Rusland og Tyrkiet var således begge i væbnet konflikt med Storbritannien.
Efter den for begge riger kaotiske afslutning af 1. verdenskrig var situationen i Kaukasus kompliceret. De af Rusland opnåede gevinster under 1. verdenskrig i forhold til Osmannerriget var i vidt omfang mistet efter Ruslands udtræden af krigen i 1917, hvor Osmannerriget havde erobret territorium i området. Det var lykkedes Rusland at få indsat sovjetregeringer i de tre kaukasiske republikker Georgien, Aserbajdsjan og Armenien, mens Tyrkiet gjorde krav på landområder i disse republikker. Særlig var situationen i forhold til Armenien anspændt. Under den tyrkisk-armenske krig i 1920 havde tyrkerne invaderet Den Første Amenske Republik, en invasion, der først blev stoppet, da Rusland invaderede Armenien og indsatte en sovjetregering, der kunne proklamere udråbelsen af Armenske SSR den 3. december 1920, samme dag som Armenien og Tyrkiet indgik Alexandropol-traktaten (der dog aldrig blev ratificeret). De tyrkiske nationalister var ivrige efter at få indgået en aftale med Rusland, der bekræftede de tyrkiske gevinster i Armenien (erobringen af Kars, Surmalu og Nakhitjevan), og de anmodede i december 1920 Rusland om en konference til afklaring af grænserne i Kaukasus. Russerne havde indtil den tyrkiske invasion af Armenien støttet de tyrkiske nationalister med våben og penge. En yderligere årsag til ophøret af støtten var, at russerne mistænkte tyrkerne for i hemmelighed at ville indgå en aftale med den fælles fjende Storbritannien. Særlig situationen i Armeniens by Nakhitjevan var anspændt med tyrkisk støttede oprørere. Et andet stridspunkt mellem parterne var Batum i Georgiske SSR.
Det Osmanniske Rige stod foran sin opløsning, og Atatürks Ankararegering havde behov for at opnå en fredsaftale med Rusland for at kunne koncentrere sig om etableringen af et nyt Tyrkiet og opnå en bedre fredsslutning med de allierede end den aftale, som Osmannerriget havde opnået ved Sèvres-traktaten i august 1920 uden accept fra Atatürks nationalister. Rusland var i de sidste stadier af Den Russiske Borgerkrig, hvor bolsjevikkerne i 1921 efterhånden havde opnået kontrol med det meste af Rusland. Den nyligt dannede sovjetrepublik Rusland havde ligesom Ankararegeringen behov for at konsolidere magten internt og at opnå en afklaring af situationen i Kaukasus.
Ankararegeringen anerkendte ikke de kaukasiske sovjetrepublikkeres ret til at deltage i konferencen i Moskva og ønskede at forhandle alene med Russiske SFSR, et ønske som kommissær for de kaukasiske anliggender, georgieren Josef Stalin, imødekom.

## Hovedpunkter
Ved Moskva-traktaten forpligtede begge landes regeringer sig til at skabe fredelige forbindelser mellem de to lande. Traktaten angav at betegnelsen "Tyrkiet" omfattede de territorier, der indgik i den national-ed, som Det Osmanniske Rige indførte i januar 1920. Traktatens artikel fire fastslog, at alle tidligere traktater mellem Osmannerriget og Det Russiske Kejserrige blev ophævet. Ved artikel to overlod Tyrkiet Batum og områderne nord for byen til Georgiske SSR, hvorimod området omkring Kars blev overladt til Tyrkiet.
Artikel tre fastslog dannelsen af en autonom sovjetrepublik i området omkring Nakhitjevan, der skulle være et protektorat under Aserbajdsjanske SSR. Efter artikel fem blev det store stridspunkt i århundreder mellem de to riger, spørgsmålet om Sortehavets og de tyrkiske stræders (Bosporus og Dardanellernes) status, henvist til en senere konference mellem de involverede nationer, såfremt Tyrkiets og Tyrkiets hovedstad Konstantinopels sikkerhed "ikke blev bragt i fare".

## Kars-traktaten
Tyrkiets grænser, såvel som grænserne for Georgiske SSR, Armenske SSR og Aserbajdsjanske SSR, som beskrevet i traktaten blev bekræftet ved den næsten identiske Kars-traktat af den 13. oktober 1921 og svarer til de gældende grænser i dag.

## Kontrovers i 2015
Efter et russisk bombefly af typen Sukhoj Su-24 i november 2015 blev skudt ned af Tyrkiet nær den tyrkiske-syriske grænse under den russiske involvering i borgerkrigen i Syrien opstod kortvarigt spændinger mellem Rusland og Tyrkiet. Medlemmer af det russiske kommunistparti foreslog i den forbindelse, at Moskva-traktaten skulle annulleres. En annullering af traktaten blev overvejet af Ruslands udenrigsministerium, men Rusland besluttede i stedet at løse uenighederne på anden måde, og spændingerne som følge af nedskydningen blev kortvarige.

## References
1. 1 2 3 4 5  (russisk) Московский договор между Росскией и Турцией, 16 марта 1921 года Arkiveret 2007-09-28 hos  Wayback Machine
2. ↑  Tsutsiev, Arthur (2014). Atlas of the Ethno-Political History of the Caucasus. Oversat af Nora Seligman Favorov. New Haven: Yale University Press. s. 79. ISBN 978-0300153088.
3. ↑  King, Charles (2008). The Ghost of Freedom: A History of the Caucasus. Oxford: Oxford University Press. s. 189. ISBN 978-0195177756.
4. 1 2 3 4  The Calamitous 1921 Treaty of Moscow, Mikael Yalanuzyan, EVN Report, 2. maj 2021 (engelsk)
5. ↑  Armenia's international diplomatic and Soviet foreign affairs, Jerevan, 1972, p. 464.
6. ↑  The Key Issues of Nakhijevan (May 1920-October 1921), Edik Zohrabyan, Jerevan, 2010, p. 254.
7. ↑  (russisk) Документы внешней политики СССР. Moscow, 1959, Vol. III, pp. 597-604.
8. 1 2  Shakarian, Pietro A. (17. februar 2016). "Will Russia cancel its 1921 friendship treaty with Turkey?". Russia Direct. Arkiveret fra originalen 25. marts 2017. Hentet 24. marts 2017.
9. ↑  Lomsadze, Giorgi (10. februar 2016). "Russian Communists Want to Scrap Historic Treaty with Turkey". EurasiaNet. Hentet 24. marts 2017.
10. ↑  "RF MFA's letter on impossibility of dissolution of friendship Treaty with Turkey". Russian-Armenian News Agency. 16. marts 2016. Hentet 24. marts 2017.